# Hopman Cup 2009
La Hopman Cup 2009 è stata la 21ª edizione della Hopman Cup,torneo di tennis riservato a squadre miste. 
Vi hanno partecipato 8 squadre di tutti i continenti e si è disputata al Burswood Entertainment Complex di Perth in Australia,
dal 3 al 9 gennaio. La vittoria è andata alla coppia slovacca formata da Dominik Hrbatý e Dominika Cibulková,
che hanno battuto la coppia della Russia formata da Marat Safin e Dinara Safina.

## Squadre e teste di serie
1. Stati Uniti – Meghann Shaughnessy e James Blake
2. Russia – Dinara Safina e Marat Safin (finale)
3. Francia – Alizé Cornet e Gilles Simon
4. Australia – Casey Dellacqua e Lleyton Hewitt

1. Italia – Flavia Pennetta e Simone Bolelli
2. Germania – Sabine Lisicki e Nicolas Kiefer
3. Slovacchia – Dominika Cibulková e Dominik Hrbatý (campioni)
4. Taipei cinese – Hsieh Su-wei e Lu Yen-hsun

## Gruppo A

### Classifica
| Posizione | Nazione     | V | S | Incontri | Set     |
| --------- | ----------- | - | - | -------- | ------- |
| 1         | Slovacchia  | 3 | 0 | 8 – 1    | 12 – 3  |
| 2         | Germania    | 2 | 1 | 4 – 5    | 10 – 10 |
| 3         | Stati Uniti | 1 | 2 | 3 – 6    | 9 – 14  |
| 4         | Australia   | 0 | 3 | 3 – 6    | 8 – 12  |

### Australia vs. Germania
| Australia 1 | Burswood Entertainment Complex, Perth 5 gennaio, 2009, 10:30 AWST (UTC+8) Cemento indoor | Burswood Entertainment Complex, Perth 5 gennaio, 2009, 10:30 AWST (UTC+8) Cemento indoor | Germania 2 |     |      |  |
| \| \| \| \| 1 \| 2 \| 3 \| \| \| - \| \| ---------------------------------------------------------------- \| ---- \| --- \| ---- \| \| \| 1 \| \| Casey Dellacqua Sabine Lisicki \| 6 4 \| 2 6 \| 5 7 \| \| \| 2 \| \| Lleyton Hewitt Nicolas Kiefer \| 6 7 \| 6 3 \| 6 2 \| \| \| 3 \| \| Casey Dellacqua / Lleyton Hewitt Sabine Lisicki / Nicolas Kiefer \| 7 62 \| 3 6 \| 5 10 \| \| |                                                                                          |                                                                                          |            |     |      |  |
| |                                                                                          |                                                                                          | 1          | 2   | 3    |  |
| 1 | Australia (bandiera) · Germania (bandiera)                                               | Casey Dellacqua Sabine Lisicki                                                           | 6 4        | 2 6 | 5 7  |  |
| 2 | Australia (bandiera) · Germania (bandiera)                                               | Lleyton Hewitt Nicolas Kiefer                                                            | 6 7        | 6 3 | 6 2  |  |
| 3 | Australia (bandiera) · Germania (bandiera)                                               | Casey Dellacqua / Lleyton Hewitt Sabine Lisicki / Nicolas Kiefer                         | 7 62       | 3 6 | 5 10 |  |

### USA vs. Slovacchia
| Stati Uniti 0 | Burswood Entertainment Complex, Perth 5 gennaio, 2009, 18:00 AWST (UTC+8) Cemento indoor | Burswood Entertainment Complex, Perth 5 gennaio, 2009, 18:00 AWST (UTC+8) Cemento indoor | Slovacchia 3 |      |        |  |
| \| \| \| \| 1 \| 2 \| 3 \| \| \| - \| \| --------------------------------------------------------------------- \| --- \| ---- \| ------ \| \| \| 1 \| \| Meghann Shaughnessy Dominika Cibulková \| 2 6 \| 2 6 \| \| \| \| 2 \| \| James Blake Dominik Hrbatý \| 3 6 \| 6 4 \| 6(1) 7 \| \| \| 3 \| \| Meghann Shaughnessy / James Blake Dominika Cibulková / Dominik Hrbatý \| 4 6 \| 65 7 \| \| \| |                                                                                          |                                                                                          |              |      |        |  |
| |                                                                                          |                                                                                          | 1            | 2    | 3      |  |
| 1 | Stati Uniti (bandiera) · Slovacchia (bandiera)                                           | Meghann Shaughnessy Dominika Cibulková                                                   | 2 6          | 2 6  |        |  |
| 2 | Stati Uniti (bandiera) · Slovacchia (bandiera)                                           | James Blake Dominik Hrbatý                                                               | 3 6          | 6 4  | 6(1) 7 |  |
| 3 | Stati Uniti (bandiera) · Slovacchia (bandiera)                                           | Meghann Shaughnessy / James Blake Dominika Cibulková / Dominik Hrbatý                    | 4 6          | 65 7 |        |  |

### Australia vs. Slovacchia
| Australia 1 | Burswood Entertainment Complex, Perth 6 gennaio, 2009, 18:00 AWST (UTC+8) Cemento indoor | Burswood Entertainment Complex, Perth 6 gennaio, 2009, 18:00 AWST (UTC+8) Cemento indoor | Slovacchia 2 |        |      |  |
| \| \| \| \| 1 \| 2 \| 3 \| \| \| - \| \| -------------------------------------------------------------------- \| ---- \| ------ \| ---- \| \| \| 1 \| \| Casey Dellacqua Dominika Cibulková \| 5 7 \| 2 6 \| \| \| \| 2 \| \| Lleyton Hewitt Dominik Hrbatý \| 7 65 \| 6(1) 7 \| 6 4 \| \| \| 3 \| \| Casey Dellacqua / Lleyton Hewitt Dominika Cibulková / Dominik Hrbatý \| 7 65 \| 3 6 \| 4 10 \| \| |                                                                                          |                                                                                          |              |        |      |  |
| |                                                                                          |                                                                                          | 1            | 2      | 3    |  |
| 1 | Australia (bandiera) · Slovacchia (bandiera)                                             | Casey Dellacqua Dominika Cibulková                                                       | 5 7          | 2 6    |      |  |
| 2 | Australia (bandiera) · Slovacchia (bandiera)                                             | Lleyton Hewitt Dominik Hrbatý                                                            | 7 65         | 6(1) 7 | 6 4  |  |
| 3 | Australia (bandiera) · Slovacchia (bandiera)                                             | Casey Dellacqua / Lleyton Hewitt Dominika Cibulková / Dominik Hrbatý                     | 7 65         | 3 6    | 4 10 |  |

### USA vs. Germania
| Stati Uniti 1 | Burswood Entertainment Complex, Perth 7 gennaio, 2009, 10:30 AWST (UTC+8) Cemento indoor | Burswood Entertainment Complex, Perth 7 gennaio, 2009, 10:30 AWST (UTC+8) Cemento indoor | Germania 2 |      |      |  |
| \| \| \| \| 1 \| 2 \| 3 \| \| \| - \| \| ----------------------------------------------------------------- \| ---- \| ---- \| ---- \| \| \| 1 \| \| Meghann Shaughnessy Sabine Lisicki \| 6 4 \| 0 6 \| 4 6 \| \| \| 2 \| \| James Blake Nicolas Kiefer \| 7 64 \| 68 7 \| 6 4 \| \| \| 3 \| \| Meghann Shaughnessy / James Blake Sabine Lisicki / Nicolas Kiefer \| 3 6 \| 6 3 \| 4 10 \| \| |                                                                                          |                                                                                          |            |      |      |  |
| |                                                                                          |                                                                                          | 1          | 2    | 3    |  |
| 1 | Stati Uniti (bandiera) · Germania (bandiera)                                             | Meghann Shaughnessy Sabine Lisicki                                                       | 6 4        | 0 6  | 4 6  |  |
| 2 | Stati Uniti (bandiera) · Germania (bandiera)                                             | James Blake Nicolas Kiefer                                                               | 7 64       | 68 7 | 6 4  |  |
| 3 | Stati Uniti (bandiera) · Germania (bandiera)                                             | Meghann Shaughnessy / James Blake Sabine Lisicki / Nicolas Kiefer                        | 3 6        | 6 3  | 4 10 |  |

### USA vs. Australia
| Stati Uniti 2 | Burswood Entertainment Complex, Perth 8 gennaio, 2009, 10:30 AWST (UTC+8) Cemento indoor | Burswood Entertainment Complex, Perth 8 gennaio, 2009, 10:30 AWST (UTC+8) Cemento indoor | Australia 1 |     |      |  |
| \| \| \| \| 1 \| 2 \| 3 \| \| \| - \| \| ------------------------------------------------------------------ \| --- \| --- \| ---- \| \| \| 1 \| \| Meghann Shaughnessy Casey Dellacqua \| 3 6 \| 4 6 \| \| \| \| 2 \| \| James Blake Lleyton Hewitt \| 6 2 \| 6 2 \| \| \| \| 3 \| \| Meghann Shaughnessy / James Blake Casey Dellacqua / Lleyton Hewitt \| 6 3 \| 5 7 \| 10 6 \| \| |                                                                                          |                                                                                          |             |     |      |  |
| |                                                                                          |                                                                                          | 1           | 2   | 3    |  |
| 1 | Stati Uniti (bandiera) · Australia (bandiera)                                            | Meghann Shaughnessy Casey Dellacqua                                                      | 3 6         | 4 6 |      |  |
| 2 | Stati Uniti (bandiera) · Australia (bandiera)                                            | James Blake Lleyton Hewitt                                                               | 6 2         | 6 2 |      |  |
| 3 | Stati Uniti (bandiera) · Australia (bandiera)                                            | Meghann Shaughnessy / James Blake Casey Dellacqua / Lleyton Hewitt                       | 6 3         | 5 7 | 10 6 |  |

### Germany vs. Slovacchia
| Germania 0 | Burswood Entertainment Complex, Perth 8 gennaio, 2009, 10:30 AWST (UTC+8) Cemento indoor | Burswood Entertainment Complex, Perth 8 gennaio, 2009, 10:30 AWST (UTC+8) Cemento indoor | Slovacchia 3 |     |   |        |
| \| \| \| \| 1 \| 2 \| 3 \| \| \| - \| \| ------------------------------------------------------------------- \| ---- \| --- \| - \| ------ \| \| 1 \| \| Sabine Lisicki Dominika Cibulková \| 64 7 \| 4 6 \| \| \| \| 2 \| \| Nicolas Kiefer Dominik Hrbatý \| 3 1 \| \| \| ritiro \| \| 3 \| \| Sabine Lisicki / Nicolas Kiefer Dominika Cibulková / Dominik Hrbatý \| \| \| \| w/o \| |                                                                                          |                                                                                          |              |     |   |        |
| |                                                                                          |                                                                                          | 1            | 2   | 3 |        |
| 1 | Germania (bandiera) · Slovacchia (bandiera)                                              | Sabine Lisicki Dominika Cibulková                                                        | 64 7         | 4 6 |   |        |
| 2 | Germania (bandiera) · Slovacchia (bandiera)                                              | Nicolas Kiefer Dominik Hrbatý                                                            | 3 1          |     |   | ritiro |
| 3 | Germania (bandiera) · Slovacchia (bandiera)                                              | Sabine Lisicki / Nicolas Kiefer Dominika Cibulková / Dominik Hrbatý                      |              |     |   | w/o    |

## Gruppo B

### Classifica
| Posizione | Nazione       | V | S | Incontri | Set    |
| --------- | ------------- | - | - | -------- | ------ |
| 1         | Russia        | 3 | 0 | 6 – 3    | 14 – 7 |
| 2         | Italia        | 2 | 1 | 6 – 3    | 12 – 7 |
| 3         | Francia       | 1 | 2 | 5 – 4    | 10 – 8 |
| 4         | Taipei cinese | 0 | 3 | 1 – 8    | 3 – 17 |

### Francia vs. Taiwan
| Francia 3 | Burswood Entertainment Complex, Perth 3 gennaio, 2009, 10:30 AWST (UTC+8) Cemento indoor | Burswood Entertainment Complex, Perth 3 gennaio, 2009, 10:30 AWST (UTC+8) Cemento indoor | Taiwan 0 |      |   |  |
| \| \| \| \| 1 \| 2 \| 3 \| \| \| - \| \| ------------------------------------------------------ \| --- \| ---- \| - \| \| \| 1 \| \| Alizé Cornet Hsieh Su-wei \| 6 4 \| 6 4 \| \| \| \| 2 \| \| Gilles Simon Lu Yen-hsun \| 6 3 \| 7 6 \| \| \| \| 3 \| \| Alizé Cornet / Gilles Simon Hsieh Su-wei / Lu Yen-hsun \| 6 4 \| 7 69 \| \| \| |                                                                                          |                                                                                          |          |      |   |  |
| |                                                                                          |                                                                                          | 1        | 2    | 3 |  |
| 1 | Francia (bandiera) · Taiwan (bandiera)                                                   | Alizé Cornet Hsieh Su-wei                                                                | 6 4      | 6 4  |   |  |
| 2 | Francia (bandiera) · Taiwan (bandiera)                                                   | Gilles Simon Lu Yen-hsun                                                                 | 6 3      | 7 6  |   |  |
| 3 | Francia (bandiera) · Taiwan (bandiera)                                                   | Alizé Cornet / Gilles Simon Hsieh Su-wei / Lu Yen-hsun                                   | 6 4      | 7 69 |   |  |

### Russia vs. Italia
| Russia 2 | Burswood Entertainment Complex, Perth 4 gennaio, 2009, 10:30 AWST (UTC+8) Cemento indoor | Burswood Entertainment Complex, Perth 4 gennaio, 2009, 10:30 AWST (UTC+8) Cemento indoor | Italia 1 |     |      |  |
| \| \| \| \| 1 \| 2 \| 3 \| \| \| - \| \| ------------------------------------------------------------ \| ---- \| --- \| ---- \| \| \| 1 \| \| Dinara Safina Flavia Pennetta \| 7 5 \| 6 3 \| \| \| \| 2 \| \| Marat Safin Simone Bolelli \| 7 65 \| 6 4 \| \| \| \| 3 \| \| Dinara Safina / Marat Safin Flavia Pennetta / Simone Bolelli \| 7 5 \| 4 6 \| 2 10 \| \| |                                                                                          |                                                                                          |          |     |      |  |
| |                                                                                          |                                                                                          | 1        | 2   | 3    |  |
| 1 | Russia (bandiera) · Italia (bandiera)                                                    | Dinara Safina Flavia Pennetta                                                            | 7 5      | 6 3 |      |  |
| 2 | Russia (bandiera) · Italia (bandiera)                                                    | Marat Safin Simone Bolelli                                                               | 7 65     | 6 4 |      |  |
| 3 | Russia (bandiera) · Italia (bandiera)                                                    | Dinara Safina / Marat Safin Flavia Pennetta / Simone Bolelli                             | 7 5      | 4 6 | 2 10 |  |

### Francia vs. Italia
| Francia 1 | Burswood Entertainment Complex, Perth 6 gennaio, 2009, 10:30 AWST (UTC+8) Cemento indoor | Burswood Entertainment Complex, Perth 6 gennaio, 2009, 10:30 AWST (UTC+8) Cemento indoor | Italia 2 |      |   |  |
| \| \| \| \| 1 \| 2 \| 3 \| \| \| - \| \| ------------------------------------------------------------ \| --- \| ---- \| - \| \| \| 1 \| \| Alizé Cornet Flavia Pennetta \| 7 5 \| 6 2 \| \| \| \| 2 \| \| Gilles Simon Simone Bolelli \| 3 6 \| 3 6 \| \| \| \| 3 \| \| Alizé Cornet / Gilles Simon Flavia Pennetta / Simone Bolelli \| 4 6 \| 62 7 \| \| \| |                                                                                          |                                                                                          |          |      |   |  |
| |                                                                                          |                                                                                          | 1        | 2    | 3 |  |
| 1 | Francia (bandiera) · Italia (bandiera)                                                   | Alizé Cornet Flavia Pennetta                                                             | 7 5      | 6 2  |   |  |
| 2 | Francia (bandiera) · Italia (bandiera)                                                   | Gilles Simon Simone Bolelli                                                              | 3 6      | 3 6  |   |  |
| 3 | Francia (bandiera) · Italia (bandiera)                                                   | Alizé Cornet / Gilles Simon Flavia Pennetta / Simone Bolelli                             | 4 6      | 62 7 |   |  |

### Russia vs. Taiwan
| Russia 2 | Burswood Entertainment Complex, Perth 7 gennaio, 2009, 18:00 AWST (UTC+8) Cemento indoor | Burswood Entertainment Complex, Perth 7 gennaio, 2009, 18:00 AWST (UTC+8) Cemento indoor | Taiwan 1 |     |      |  |
| \| \| \| \| 1 \| 2 \| 3 \| \| \| - \| \| ------------------------------------------------------ \| --- \| --- \| ---- \| \| \| 1 \| \| Dinara Safina Hsieh Su-wei \| 4 6 \| 6 2 \| 7 5 \| \| \| 2 \| \| Marat Safin Lu Yen-hsun \| 7 6 \| 7 5 \| \| \| \| 3 \| \| Dinara Safina / Marat Safin Hsieh Su-wei / Lu Yen-hsun \| 6 4 \| 3 6 \| 8 10 \| \| |                                                                                          |                                                                                          |          |     |      |  |
| |                                                                                          |                                                                                          | 1        | 2   | 3    |  |
| 1 | Russia (bandiera) · Taiwan (bandiera)                                                    | Dinara Safina Hsieh Su-wei                                                               | 4 6      | 6 2 | 7 5  |  |
| 2 | Russia (bandiera) · Taiwan (bandiera)                                                    | Marat Safin Lu Yen-hsun                                                                  | 7 6      | 7 5 |      |  |
| 3 | Russia (bandiera) · Taiwan (bandiera)                                                    | Dinara Safina / Marat Safin Hsieh Su-wei / Lu Yen-hsun                                   | 6 4      | 3 6 | 8 10 |  |

### Russia vs. Francia
| Russia 2 | Burswood Entertainment Complex, Perth 8 gennaio, 2009, 18:00 AWST (UTC+8) Cemento indoor | Burswood Entertainment Complex, Perth 8 gennaio, 2009, 18:00 AWST (UTC+8) Cemento indoor | Francia 1 |     |   |  |
| \| \| \| \| 1 \| 2 \| 3 \| \| \| - \| \| ------------------------------------------------------- \| ---- \| --- \| - \| \| \| 1 \| \| Dinara Safina Alizé Cornet \| 6 3 \| 6 2 \| \| \| \| 2 \| \| Marat Safin Gilles Simon \| 65 7 \| 3 6 \| \| \| \| 3 \| \| Dinara Safina / Marat Safin Alizé Cornet / Gilles Simon \| 6 4 \| 6 3 \| \| \| |                                                                                          |                                                                                          |           |     |   |  |
| |                                                                                          |                                                                                          | 1         | 2   | 3 |  |
| 1 | Russia (bandiera) · Francia (bandiera)                                                   | Dinara Safina Alizé Cornet                                                               | 6 3       | 6 2 |   |  |
| 2 | Russia (bandiera) · Francia (bandiera)                                                   | Marat Safin Gilles Simon                                                                 | 65 7      | 3 6 |   |  |
| 3 | Russia (bandiera) · Francia (bandiera)                                                   | Dinara Safina / Marat Safin Alizé Cornet / Gilles Simon                                  | 6 4       | 6 3 |   |  |

### Italia vs. Taiwan
| Italia 3 | Burswood Entertainment Complex, Perth 8 gennaio, 2009, 18:00 AWST (UTC+8) Cemento indoor | Burswood Entertainment Complex, Perth 8 gennaio, 2009, 18:00 AWST (UTC+8) Cemento indoor | Taiwan 0 |     |   |     |
| \| \| \| \| 1 \| 2 \| 3 \| \| \| - \| \| ----------------------------------------------------------- \| --- \| --- \| - \| --- \| \| 1 \| \| Flavia Pennetta Hsieh Su-wei \| 7 5 \| 6 3 \| \| \| \| 2 \| \| Simone Bolelli Lu Yen-hsun \| \| \| \| w/o \| \| 3 \| \| Flavia Pennetta / Simone Bolelli Hsieh Su-wei / Lu Yen-hsun \| \| \| \| w/o \| |                                                                                          |                                                                                          |          |     |   |     |
| |                                                                                          |                                                                                          | 1        | 2   | 3 |     |
| 1 | Italia (bandiera) · Taiwan (bandiera)                                                    | Flavia Pennetta Hsieh Su-wei                                                             | 7 5      | 6 3 |   |     |
| 2 | Italia (bandiera) · Taiwan (bandiera)                                                    | Simone Bolelli Lu Yen-hsun                                                               |          |     |   | w/o |
| 3 | Italia (bandiera) · Taiwan (bandiera)                                                    | Flavia Pennetta / Simone Bolelli Hsieh Su-wei / Lu Yen-hsun                              |          |     |   | w/o |

## Finale

### Slovacchia vs. Russia
| Slovacchia 2 | Burswood Entertainment Complex, Perth 9 gennaio, 2009, 18:00 AWST (UTC+8) Cemento indoor | Burswood Entertainment Complex, Perth 9 gennaio, 2009, 18:00 AWST (UTC+8) Cemento indoor | Russia 0 |     |      |             |
| \| \| \| \| 1 \| 2 \| 3 \| \| \| - \| \| --------------------------------------------------------------- \| ---- \| --- \| ---- \| ----------- \| \| 1 \| \| Dominika Cibulková Dinara Safina \| 64 7 \| 6 1 \| 6 4 \| \| \| 2 \| \| Dominik Hrbatý Marat Safin \| 65 7 \| 7 5 \| 7 64 \| \| \| 3 \| \| Dominika Cibulková / Dominik Hrbatý Dinara Safina / Marat Safin \| \| \| \| non giocato \| |                                                                                          |                                                                                          |          |     |      |             |
| |                                                                                          |                                                                                          | 1        | 2   | 3    |             |
| 1 | Slovacchia (bandiera) · Russia (bandiera)                                                | Dominika Cibulková Dinara Safina                                                         | 64 7     | 6 1 | 6 4  |             |
| 2 | Slovacchia (bandiera) · Russia (bandiera)                                                | Dominik Hrbatý Marat Safin                                                               | 65 7     | 7 5 | 7 64 |             |
| 3 | Slovacchia (bandiera) · Russia (bandiera)                                                | Dominika Cibulková / Dominik Hrbatý Dinara Safina / Marat Safin                          |          |     |      | non giocato |

## Campioni
| Vincitori della Hopman Cup 2009 |
| ------------------------------- |
| Slovacchia (3º titolo)          |